# 有声国际音标元音表
这篇文章提供了元音符号的音频样例的表格。这些符号使用使用的是国际音标（IPA）。该表格基于官方国际音标元音表。该表格把元音映射到舌头相应的位置。
国际音标是一套主要基于拉丁字母表的字母标音系统。它由国际语音学学会发明，作为语音的标准化的表示法。
在国际音标中，元音的声音定义为出现于音节中间的声音。